# Джонс, Уоткин Тюдор
Уоткин Тюдор Джонс (англ. Watkin Tudor Jones; род. 26 сентября 1974, Йоханнесбург, ЮАР), более известный под псевдонимом Ninja (рус. Ниндзя) — южноафриканский рэпер, актёр, продюсер, художник-сатирик.
Ранее был известен как Max Normal и MC Totally Rad. Много лет отдал южноафриканскому хип-хопу. Сотрудничал с The Original Evergreens, MaxNormal.TV и The Constructus Corporation. В настоящее время является лидером группы Die Antwoord, где выступает под псевдонимом Ninja.
Джонс выпустил несколько музыкальных альбомов под разными лейблами, увлекается графикой, производством мягких игрушек, имеет много других творческих увлечений. Вопреки расхожему мнению, на данный момент не женат на Йоланди Фиссер, они отрицают то, что когда-либо были в браке. Ребята сотрудничают во многих проектах, включая Die Antwoord, а также имеют общего ребёнка Сикстин Джонс (англ. Sixteen Jones).
В 2014 году Джонс вместе с Йоланди снялись в фильме Нила Бломкампа «Робот по имени Чаппи» (англ. Chappie). Фильм вышел на экраны 6 марта 2015 года.

## The Original Evergreens
Группа The Original Evergreens была одним из первых проектов Джонса и работала в трудно-определимом стиле, состоящим из смеси попсы, панка, рока, рэпа и даже регги. Критики окрестили стиль группы как «фанкоделический джазовый хип-хоп». Их единственный альбом «Puff the Magik» вышел в 1995 году под лейблом Sony Music и даже получил награду в номинации «Лучший рэп-альбом» на премии South African Music Awards в 1996 году. Заглавный трек альбома Puff The Magik был запрещен на всех африканских радиостанциях из-за текста, пропагандирующего употребление марихуаны.

## Max Normal
Джонс был лидером хип-хоп коллектива Max Normal, который выпустил свой дебютный и единственный альбом под названием Songs From The Mall в 2001 году. Группа выступала на различных фестивалях Южной Африки, таких как Up the Creek, Splashy Fen, и Oppikoppi. Также они выступили в Лондоне и дали три концерта на фестивале Pukkelpop в Бельгии.
Коллектив имел второе рождение в виде корпоративной хип-хоп группы MaxNormal.tv, и в 2008 году выпустил альбом «Доброе утро, ЮАР» (англ. Good Morning South Africa), звучанием очень напоминающий группу Die Antwoord, появившуюся немного позже. Это была необычная для Южной Африки хип-хоп команда, выступающая в костюмах-тройках, а фронтмэн группы MaxNormal выступал перед аудиторией со своими мотивационными речами. Для лучшей иллюстрации текстов группы, и создания у публики определённого настроения, над выступающими на большой экран проецировались слайды, в стиле PowerPoint презентации.
В начале 2002 года Джонс распускает Max Normal, несмотря на пришедшую к группе популярность. Он объяснил своё решение творческим кризисом. Джонс переехал в Кейптаун и начал работать в сотрудничестве с DJ Dope of Krushed & Sorted и Felix Laband над мультимедийным проектом, суть которого заключалась в совмещении текстов, графических образов, музыкального оформления и живого выступления артистов. В результате этой работы родился образ «Человека, который не возвращается» (англ. The Man Who Never Came Back), выросший из названия одного из треков проекта. Однако через некоторое время проект мутировал в The Constructus Corporation. В это же время к группе подключилась Йо-Ланди Фиссер под именем Anica The Snuffling (Аника, Шмыгающая Носом).

## The Constructus Corporation
После распада Max Normal, в 2002 году Джонс собрал музыкантов (Sibot, Markus Wormstorm и Felix Laband) для сотрудничества, в рамках проекта The Constructus Corporation, над записью своего концептуального альбома с графическими новеллами The Ziggurat. В декабре 2002 года The Ziggurat был представлен публике. Это была 88-страничная книга в жёсткой обложке розового цвета, содержащая рукописную версию фэнтези истории в стиле хип-хоп, написанной Джонсом. Сюжет книги построен на приключениях двух детей, попавших в волшебный футуристический мир / торговый гипермаркет The Ziggurat. Книга изобилует яркими, запоминающимися иллюстрациям, которые нарисовал Nikhil Singh. В комплекте прилагались два компакт диска. Первый CD — с аудиоверсией истории, в которой Джонс озвучивает нескольких персонажей. Второй CD — пустой, снабжённый подробной инструкцией, рассказывающей где можно бесплатно скачать второй музыкальный альбом группы и новые рассказы. The Constructus Corporation распались в начале 2003 года.

## Die Antwoord
Группа Die Antwoord (переводится с африкаанс как «Ответ») — была образована в 2008 году и состоит из трёх музыкантов Джонс, Йо-Ланди Фиссер и DJ Hi-Tek. Стиль группы сформировался под влиянием альтернативной культуры «zef» и творчества фотографа Роджера Баллена. Die Antwoord выпустили свой первый студийный альбом $O$ в 2009 году, выложив его в свободный доступ для скачивания. Видеоклип на песню Enter the ninja с этого альбома произвел эффект вирусного видео и за первые 9 месяцев набрал несколько миллионов просмотров в сети интернет. Неожиданная популярность привела к крушению веб-сайта группы и вынудила перенести его на более мощный хостинг. В видео также снялся известный южноафриканский художник, музыкант и диджей Леон Бота, больной прогерией.
Die Antwoord исполняют музыку в стиле «Zef», что можно перевести с Южно-Африканского жаргона как «белый мусор» или «деревенщина». Идеология Zef описывается, как вычурное совмещение убогости модерна с устаревшими, отмирающими элементами культуры. Их лирика наполнена юмором и самоиронией. Тексты песен исполняются на смеси африкаанс и английского языка. Широкой общественности группа представляется как хип-хоп коллектив, сами же участники называют стиль своей музыки «Zef рэп-рэйв»

## Личная жизнь
Джонс родился в Йоханнесбурге в 1974 году. Там же учился в средней школе для мальчиков Parktown Boys' High School. Покинул школу в 1992 за год до окончания. Встречался с Йоланди Фиссер, но после пара рассталась, у них есть общая дочь. Их дочь, Сикстин Джонс (англ. Sixteen Jones), появляется в нескольких клипах, в том числе в «I Fink U Freeky». В одном из интервью Джонс говорит, что они с Йоланди больше не поддерживают отношения. Однозначно статус их отношений неизвестен.
В 2012 году в интервью журналу The Stranger, Джонс заявил, что они с Йоланди являются вегетарианцами.
В разных интервью Джонс часто сообщает противоречивые факты о себе. Так в одном интервью он сообщает, что они с Йоланди знакомы с детства, и тут же, в другом интервью рассказывает, что они встретились уже взрослыми. Касательно своей семьи Джонс заявил, что его отца застрелили, а брат покончил жизнь самоубийством.